# Companie multinațională
Compania multinațională este unitatea economică care produce bunuri sau servicii pentru a genera profit, înregistrate în mai multe țări, iar activitatea sa depășește granița unei singure țări. O firmă multinațională este structurată în filiale localizate pe mai multe teritorii naționale sau chiar la nivel global. Filialele sunt controlate complet sau parțial de către societatea-mamă. Aceste companii joacă un important rol în globalizare. 
Companiile multinaționale reprezintă unul dintre cei mai importanți actori ai economiei mondiale, acestea fiind responsabile pentru cea mai mare parte a investițiilor și a mobilizării capitalului acolo unde este necesar.
Prima astfel de companie a fost Compania Olandeză a Indiilor de Est, fondată în data de 20 martie 1602.

## Relații cu țările-gazdă
În cadrul economiei internaționale, una dintre cele mai frecvente dezbateri are în vedere compararea companiilor multinaționale cu statele suverane. Din acest punct de vedere, companiile pot purta relații de parteneriat sau de conflict atât cu țara-mamă, cât și cu țara-gazdă. De cele mai multe ori relațiile dintre companie și țara-mamă sunt pozitive, acestea colaborând în privințe economice. Companiile multinaționale reprezintă o modalitate prin care o țară își poate propaga cultura nativă.